# テオドール・モムゼン
テオドール・モムゼン（Theodor Mommsen、1817年11月30日 - 1903年11月1日）は、ドイツの歴史家、法学者、政治家。19世紀を代表する知識人で、古代ローマ史を専門とし、ローマ帝国史の編纂などの仕事がある。ゲーテの信奉者で、ビスマルクの政敵としても知られる。

## 経歴

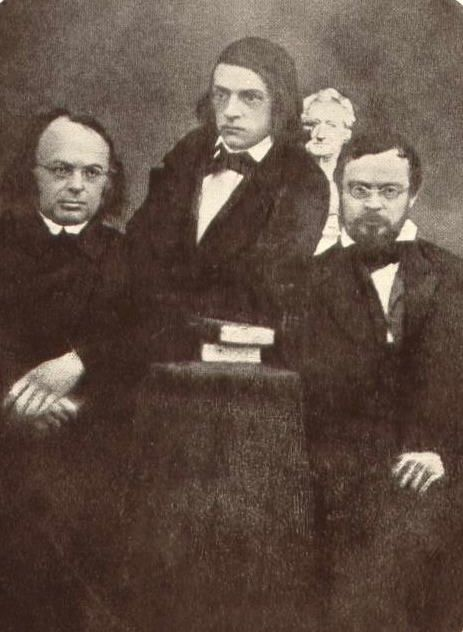
1848年の若き日のモムゼン（中央）

シュレースヴィヒ（当時デンマークと同君連合）生まれ。父はプロテスタントの牧師で、1838年から5年間、キール大学で法律と言語学を学び、1843年にローマ法で博士号相当の学位を取得。翌年から3年間、デンマーク政府の出資を受けフランス、イタリアを旅行した。帰国後1848年革命が勃発し参加。1851年に教授職を解任され国外へ脱出した。1852年チューリッヒ大学でローマ法の教授に就任。
1854年からブレスラウ大学教授、1861年ベルリン大学の古代史教授に就任。1853年にプロイセン科学アカデミー通信会員、1858年には正式会員になった。
1902年、歴史家として文筆によりノーベル文学賞（第2回）を受賞。

### 政治活動
イタリアから帰国した直後に発生した1848年革命が彼に与えた影響は大きかった。1861年にドイツ進歩党員となり、プロイセンで下院議席を得ると（1863-1866年）、「ビスマルク派から憲法を守り抜くこと」を党是に掲げた。1866年に進歩党が分裂すると、国民自由党（1873-1879年）、自由主義連合所属帝国議会議員（1881年）を経て、ビスマルクの貿易政策を批判して告訴され、1884年にドイツ自由思想家党員となった。
ハインリヒ・フォン・トライチュケの反ユダヤ主義に対しては、自由の原則を侵すものとして激しく反対したが、トライチュケは彼のローマ史を絶賛しており、モムゼンもトライチュケの死に際して、その才能を認めていたことを吐露している。また、1891年の学問・芸術分野への国家介入を認める立法に対しては、老年ではあったが自由主義者として戦った。最晩年には「ゲーテ同盟」設立に関わり、ドイツ人の自由と知的活動を脅かすものに対して徹底的に戦い抜くことを宣言し、ドイツ文化を守り抜くことを義務とした。政治家として自由主義を貫いたものの、学問分野におけるほどの指導力は発揮できなかった。

## 業績と批判

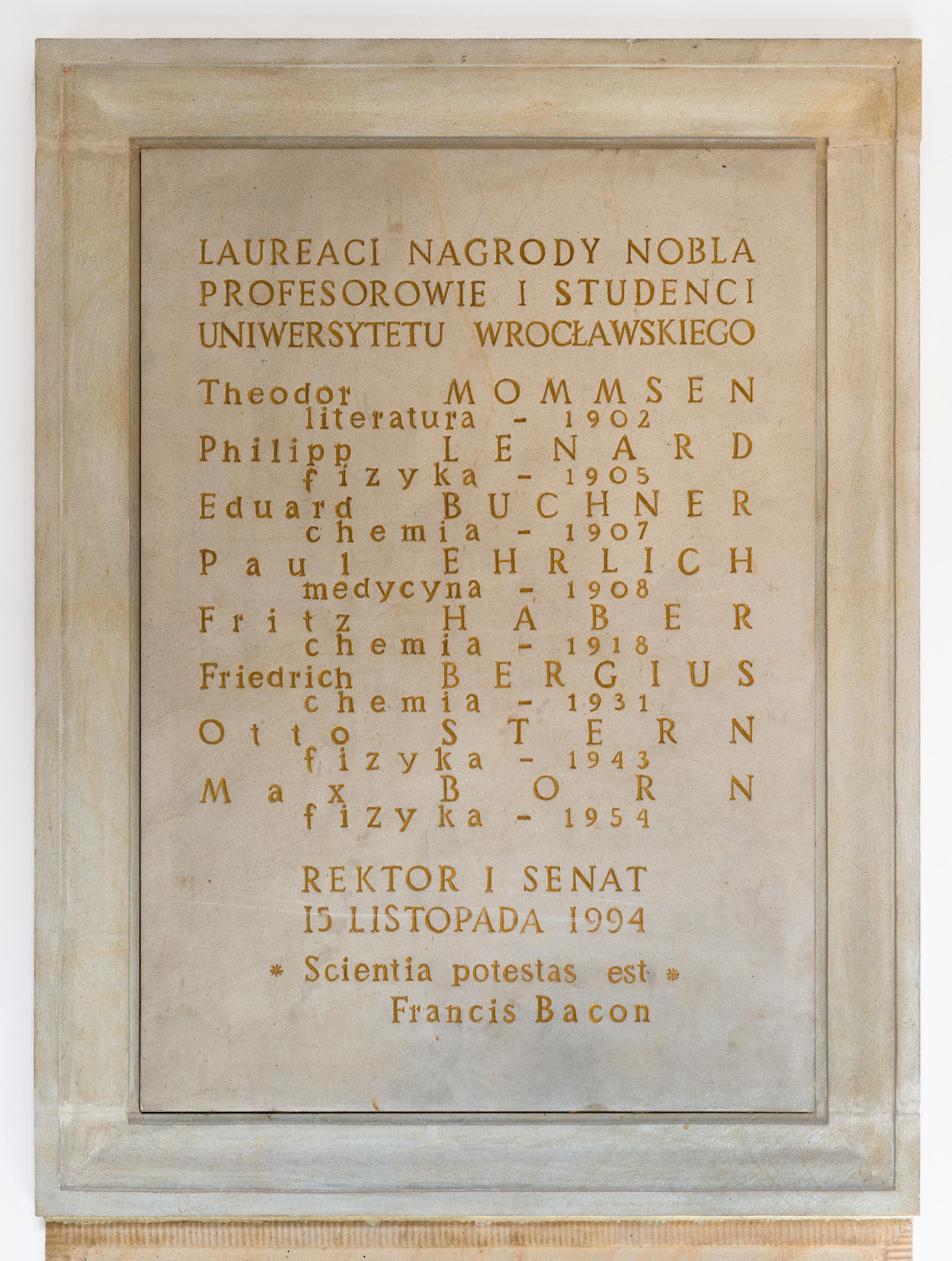
ヴロツワフ大学本館1Fにある記念プレート。ノーベル賞受賞者の名前と、最後にフランシス・ベーコンの「知識は力なり」が刻まれている。

モムゼンの業績は、主に以下の三つにわけられる。
- 『ローマ史（英語版）』の執筆
- 『ラテン碑文集成（英語版）』（CIL）編纂事業の開始（1854年－現在まで続く）
- 『ローマの国法』と『ローマの刑法』

エドワード・ギボン『ローマ帝国衰亡史』が、18世紀イギリスの歴史文学の名作として命脈を保っているのに対し、モムゼンの業績（殊にその『ローマ史』(1854-56年））は、文学的価値に加え、現代の研究においてもなお基本的な重要性を持っている。
モムゼンは、イタリア旅行中にサン・マリノでラテン語碑文研究で著名だったバルトロメオ・ボルゲーシと出会い、当時カンピドリオで行われていた考古資料（碑文、貨幣、パピルス文書）を取り入れる研究に関わり、これらを積極的に利用した。伝世文献史料だけを重視していた従来の歴史学を飛躍的に革新し、彼自身の専門的知識も加えることによって、バルトホルト・ゲオルク・ニーブールを超えたと言われる。しかし一方で、考古学的証言に史料価値を認めなかったことが、後世にまで影響している。また、『ローマ史』の叙述では、例えば古代ローマのパトリキをユンカー、平民を浮浪無産者層などと、当時のプロイセンの現代用語で記述したため、当時の一般読者層からは高く評価され、当時の知識人の必読書ともされたが、その現代性は歴史学界から批判された。
「文献学の第一人者」と呼ばれた彼は『ローマ史』の中で、これまでローマによるイタリア征服とされていたものを、当時のイタリア統一運動を意識してか、イタリック人統一と発想を転換して好評を得た。タプススの戦いの勝者ガイウス・ユリウス・カエサルを英雄視し、それに抵抗したキケロやグナエウス・ポンペイウスを卑小化した。しかし、その後のアウグストゥスが描かれるはずだった第四巻は出版されず、第三巻の出版後30年経って第五巻が出版され、帝政ローマの属州についての研究成果が示された。
彼は当時の大規模な研究グループを指導する立場に就き、碑文や貨幣、パピルスやローマ法関連資料をまとめていった。これらは現代においても基礎としての地位を得ている。しかしこれらのプロジェクトに携わった研究者は、専門化を余儀なくされ、現代にまでその影響が続いている。また、ドイツ学会においては文献学と考古学が古代史から切り離され、ローマ史とギリシア史も分離することとなった。しかしながら、それらの専門化した研究をベースとして組織化し、国際交流を深めてもいる。モムゼン自身は無神論者であったため、古代末期にはノータッチであったが、彼の弟子によって帝政ローマの没落やキリスト教の普及が語られた。ただ、共和政ローマ研究の後継者はおらず、後継者と見なされていたマックス・ヴェーバーも後に離れており、カール・ユリウス・ベロッホとの確執は有名である。
20世紀前半の古代ローマ史家ジョン・バグネル・ベリーはモムゼンについて、「本当の貢献は、史料批判を経た詳細なローマ碑文の編纂とローマ法に関する専門論文にある。モムゼンが科学的方法を駆使した領域はそこなのである」と記載しているが、古代ローマ法制史についても、彼の学説に合わせるための条文の強引な解釈や、場合によっては史料が存在しないことがしばしば見られ、後世の研究者の批判にさらされることとなった。

## 人物

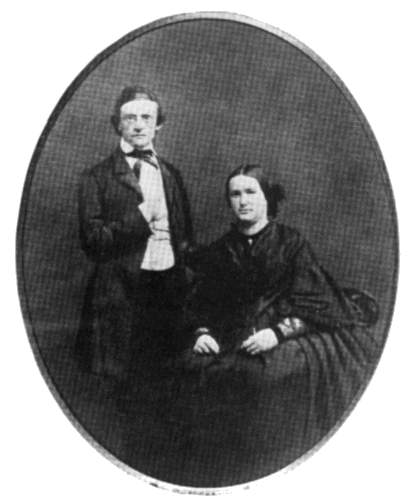
妻マリーと

1854年32才の時に以前一目惚れした15年下のマリー・ライマーと結婚し、翌年には第一子を授かっている。その後15人生まれたが、そのうち4人は早死にし、長女マリーはウルリヒ・フォン・ヴィラモーヴィッツ＝メレンドルフと結婚した。家族が増えすぎたモムゼン家について、ある日玄関前に泣きながら「あなたの娘です」と名乗る小さな女の子が現れたとか、妻マリーも「あなたの子でしょう」と言ったとかいう古き良き巷説すら伝わっている。
シャルロッテンブルクに住んでいた彼は、細身で鋭い顔つきと水色の目、灰色の長い髪の毛が特徴的で、家からずっと本を読みながら停留所まで歩き、路面電車に乗っても読み続けていたため、「一秒たりとも無駄にしない」と有名だった。
1903年の10月末、脳卒中で倒れた彼は11月1日8時45分自宅で亡くなった。弔電の中には、皇帝や帝国宰相からのものも含まれていたという。名誉市民であった彼の葬儀費用はシャルロッテンブルク市が負担し、追悼式では娘婿のメレンドルフと共にアドルフ・フォン・ハルナックが主宰を務め、「今日、古代史研究に携わるものは全て彼の生徒である」と追悼した。ザールブルクに置かれた彼の胸像には、「IMPERATOR GERMANORVM（ゲルマン人たちの皇帝）」と刻まれている。

## 著作
- 『ローマ貨幣史』（1852年）
- 『南イタリアの方言の研究』（1852年）
- 『ナポリ王国碑文』（1852年）

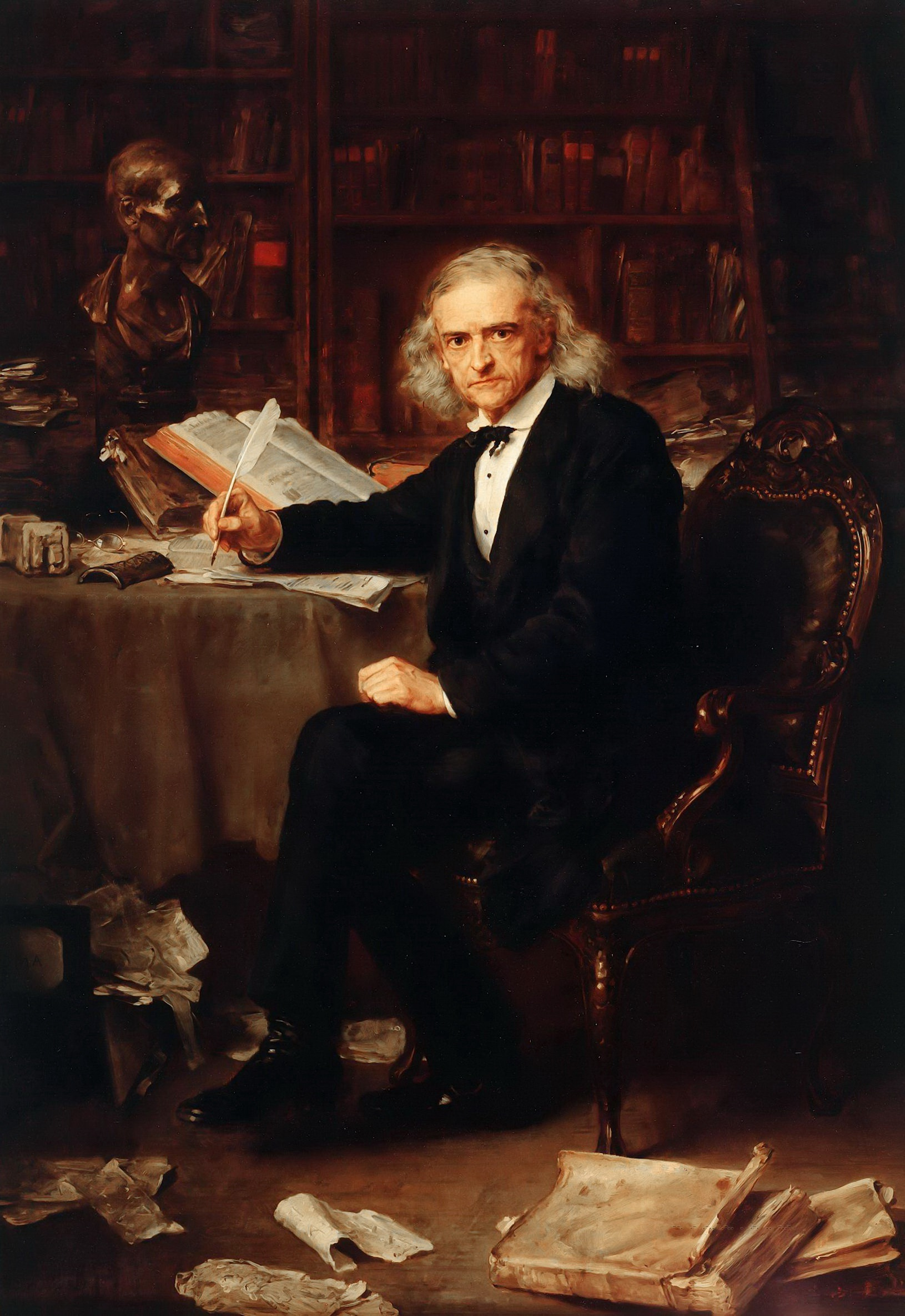
ルートヴィヒ・クナウス『歴史家テオドール・モムセンの肖像』（1881年）旧国立美術館 (ベルリン)所蔵

- 『ローマ史』第一巻（1854年）、第二巻（1855年）、第三巻（1856年）
- 『スイス・ラテン碑文集』（1854年）
- 『ラテン碑文集成』（1863年から）
- 『ローマの公法（Römisches Staatsrecht）』全三巻（1871-1887年）
- 『イタリア日記』（1976年）

### 日本語訳
- 長谷川博隆ほか 訳『ノーベル賞文学全集 21 テオドール・モムゼン ほか[17]』主婦の友社、1978年。抜粋訳と受賞演説収録
- 長谷川博隆 訳『ローマの歴史 I ローマの成立』名古屋大学出版会、2005年。ISBN 978-4-8158-0505-0。日本翻訳文化賞を受賞[18]
  - 長谷川博隆 訳『ローマの歴史 II 地中海世界の覇者へ』名古屋大学出版会、2005年。ISBN 978-4-8158-0506-7。
  - 長谷川博隆 訳『ローマの歴史 III 革新と復古』名古屋大学出版会、2006年。ISBN 978-4-8158-0507-4。
  - 長谷川博隆 訳『ローマの歴史 IV カエサルの時代』名古屋大学出版会、2007年。ISBN 978-4-8158-0508-1。
- 杉山吉朗 訳『ローマ史(上) 共和政の成立と地中海諸民族の闘争』文芸社、2012年。ISBN 978-4286127231。 - 普及版の訳本
  - 杉山吉朗 訳『ローマ史(下) 共和政の権力闘争と君主政への動向』文芸社、2012年。ISBN 978-4286127248。